# Liste der Berge und Erhebungen im Verwaltungsamt Cailaco

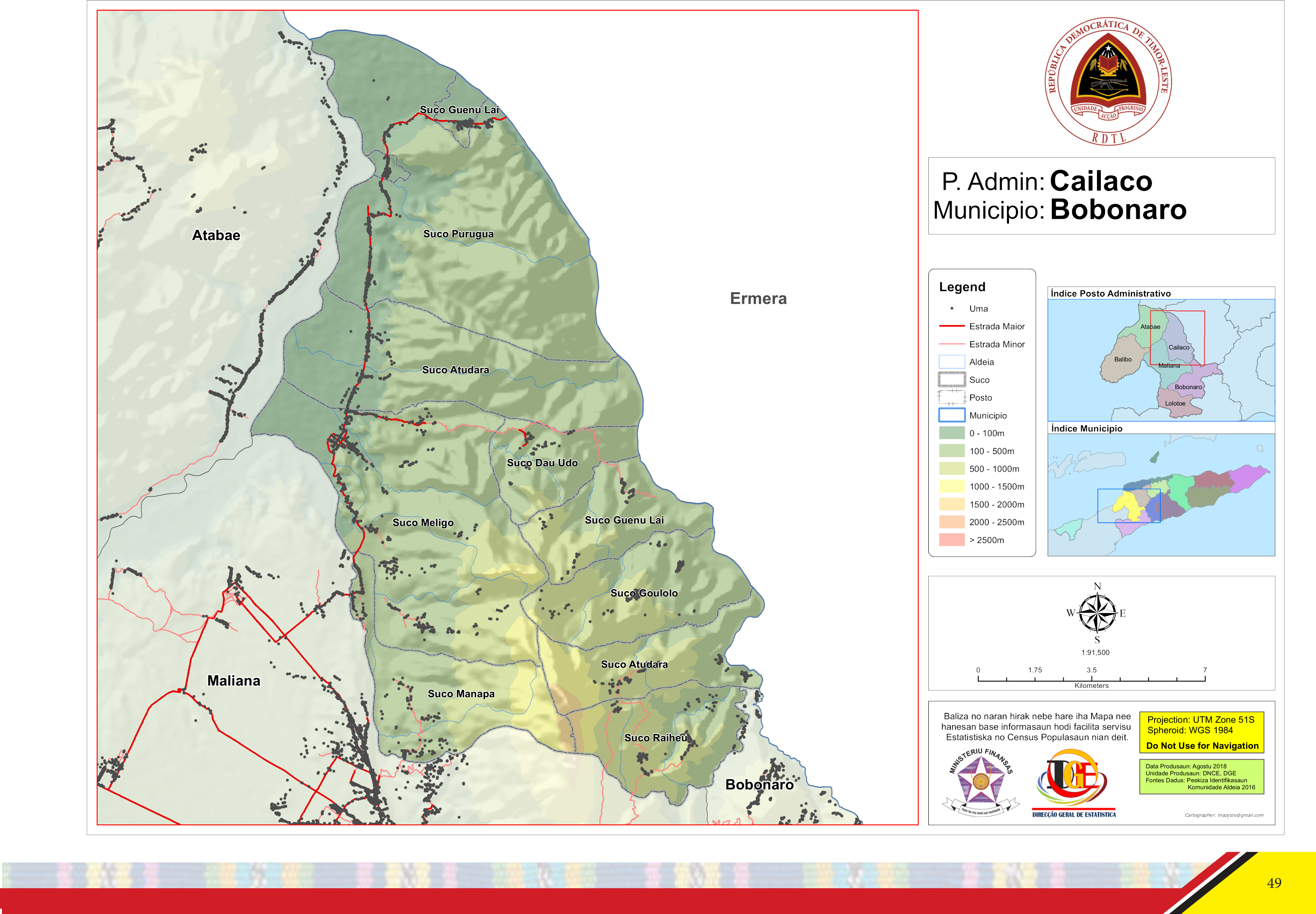
Landkarte des Verwaltungsamtes Cailaco

Dies ist eine Liste der Berge und Erhebungen im Verwaltungsamt Cailaco, im Nordosten der osttimoresischen Gemeinde Bobonaro. Die Liste ist nicht vollständig.
| Name             | Alternativnamen                                       | Koordinaten           | Höhe   | Aldeia                     | Suco                                            |
| ---------------- | ----------------------------------------------------- | --------------------- | ------ | -------------------------- | ----------------------------------------------- |
| Leolaco          | Foho Leolaco, Leo-Laco, Leolaku, Loelaco oder Loelaku | 08° 58′ S, 125° 16′ O | 1913 m | Aituto, Lugululi, Tuturema | Gipfel im Dreiländereck Raiheu, Atudara, Manapa |
| Foho Aituto      | Aituto, Aitutu                                        | 08° 57′ S, 125° 17′ O | 964 m  | Lete Aituto/Daru Asa       | Raiheu                                          |
| Foho Atumetalau  | Atumetalau                                            | 08° 58′ S, 125° 19′ O | 561 m  | Ohoana                     | Raiheu                                          |
| Foho Soubobo     | Soubobo                                               | 08° 57′ S, 125° 19′ O | 412 m  | Ohoana                     | Raiheu                                          |
| Foho Biateo      | Biateo                                                | 08° 57′ S, 125° 18′ O | 838 m  | Atubuti                    | Atudara                                         |
| Foho Maulacobe   | Maulacobe                                             | 08° 51′ S, 125° 16′ O | 446 m  | Biateho                    | Atudara                                         |
| Foho Poelau      | Poelau                                                | 08° 51′ S, 125° 14′ O | 241 m  | Biateho                    | Atudara                                         |
| Foho Poelete     | Poelete                                               | 08° 52′ S, 125° 13′ O | 147 m  | Nuapu                      | Atudara                                         |
| Foho Poetete     | Poetete                                               | 08° 51′ S, 125° 14′ O | 351 m  | Biateho                    | Atudara                                         |
| Foho Oholau      | Oholau                                                | 08° 56′ S, 125° 18′ O | 536 m  | Malilia                    | Goulolo                                         |
| Foho Suli        | Suli                                                  | 08° 56′ S, 125° 17′ O | 772 m  | Malilia                    | Goulolo                                         |
| Foho Suriubu     | Suriubu                                               | 08° 56′ S, 125° 18′ O | 544 m  | Malilia                    | Goulolo                                         |
| Foho Mude        | Mude                                                  | 08° 56′ S, 125° 16′ O | 1088 m | Mude                       | Meligo                                          |
| Foho Doulelo     | Doulelo; Daulelo                                      | 08° 54′ S, 125° 15′ O | 524 m  | Daulelo                    | Meligo                                          |
| Lesululi         | Foho Lesoluli                                         | 08° 55′ S, 125° 16′ O | 1242 m | Liabote                    | Meligo                                          |
| Foho Borbote     | Borbote                                               | 08° 54′ S, 125° 18′ O | 371 m  | Biaboro                    | Guenu Lai                                       |
| Foho Lekeama     | Lekeama                                               | 08° 54′ S, 125° 16′ O | 637 m  | Melemaga                   | Guenu Lai                                       |
| Foho Melemuga    | Melemuga                                              | 08° 55′ S, 125° 16′ O | 851 m  | Melemaga                   | Guenu Lai                                       |
| Foho Nunulau     | Nunulau                                               | 08° 54′ S, 125° 16′ O | 672 m  | Melemaga                   | Guenu Lai                                       |
| Foho Rameta      | Rameta                                                | 08° 55′ S, 125° 17′ O | 656 m  | Biaboro / Melemaga         | Guenu Lai                                       |
| Foho Umeuli      | Umeuli                                                | 08° 54′ S, 125° 17′ O | 562 m  | Biaboro / Melemaga         | Guenu Lai                                       |
| Foho Tirimos     | Tirimos                                               | 08° 54′ S, 125° 17′ O | 410 m  | Biaboro                    | Guenu Lai                                       |
| Foho Aisaromelau | Aisaromelau                                           | 08° 53′ S, 125° 16′ O | 524 m  | Sah-Heu                    | Dau Udo                                         |
| Foho Mutolaeo    | Mutolaeo                                              | 08° 53′ S, 125° 16′ O | 536 m  | Sah-Heu                    | Dau Udo                                         |
| Foho Aimia       | Aimia                                                 | 08° 48′ S, 125° 15′ O | 231 m  | Heda                       | Purugua                                         |
| Foho Foelau      | Foelau                                                | 08° 49′ S, 125° 15′ O | 381 m  | Heda                       | Purugua                                         |
| Foho Manasu      | Manasu                                                | 08° 49′ S, 125° 16′ O | 272 m  | Heda                       | Purugua                                         |
| Foho Nunuheli    | Nunuheli                                              | 08° 50′ S, 125° 13′ O | 142 m  | Lesupu                     | Purugua                                         |
| Foho Ritilau     | Ritilau                                               | 08° 48′ S, 125° 15′ O | 242 m  | Heda                       | Purugua                                         |
| Foho Ruutali     | Ruutali                                               | 08° 49′ S, 125° 13′ O | 135 m  | Lesupu                     | Purugua                                         |
| Foho Serelau     | Serelau                                               | 08° 48′ S, 125° 16′ O | 232 m  | Heda                       | Purugua                                         |